# L'Implacable Destin
Pour le film de Ewald André Dupont, voir L'Implacable Destin (film, 1928).
Pour plus de détails, voir Fiche technique et Distribution.
L'Implacable Destin (titre original : Der große Schatten) est un film allemand réalisé par Paul Verhoeven sorti en 1942.

## Synopsis
Le couple marié Gisela Ahrens et Robert Jürgensen sont tous deux acteurs et doivent apparaître ensemble sur la scène de la province dans la pièce L'Alcade de Zalamea de Pedro Calderón de la Barca. Tous deux reconnaissent l'ancien acteur berlinois Conrad Schroeter comme le souffleur.
Retour il y a plusieurs années : Conrad Schröter fait la connaissance de la jeune Gisela Ahrens lors d'une tournée. Il l'engage dans son théâtre de Berlin. Gisela tombe amoureuse de l'acteur qu'elle admire, et Conrad, qui se défend d'abord contre ses sentiments, est également tombé amoureux de la jeune collègue. Cependant, il doit annuler un premier rendez-vous avec Gisela, car sa fille Inge va mal.
Conrad demande à l'acteur Robert Jürgensen d'informer Gisela de son absence. Cependant, il saisit l'occasion, convainc Gisela que Conrad ne lui rendra pas son amour et la séduit. Peu de temps après, il trouve une nouvelle histoire d'amour chez la fille de Conrad, Inge, qui se sent abandonnée par son père et son fiancé Martin Scholz. Gisela tombe enceinte de Robert et le révèle à Inge dans une conversation qui lui brise le cœur. Inge se suicide. Conrad le découvre en se tenant sur la scène de L'Alcade de Zalamea. Lui, dans le rôle de Pedro Crespo, tombe ensuite sur Robert dans le rôle du capitaine Don Alvaro, qui, dans la pièce, séduit sa fille Isabel, jouée par Gisela. Il le supplie de lui rendre sa fille. Fiction et réalité se mêlent quand Conrad Robert étrangle de colère et de désespoir sur scène. Le rideau tombe prématurément et le presque fou Conrad est emmené dans un hôpital psychiatrique. Robert reconnaît sa culpabilité et est proche du suicide ; Gisela l'aide à sortir de ses profondeurs et les deux commencent une nouvelle vie à cause de l'enfant ensemble. Ils commencent une vie instable et vivent d'invitations.
Maintenant : en plus de Gisela et Robert, Conrad doit également jouer dans L'Alcade de Zalamea à la demande du metteur en scène. Le public célèbre Conrad, qui est revenu sur scène et qui au cours de la représentation parvient à se réconcilier avec son passé et Robert. À la fin, il serre la main des deux acteurs et dit : « Il y a quelque chose de plus haut que notre destin personnel, notre art. »

## Fiche technique
- Titre : L'Implacable Destin
- Titre original : Der große Schatten
- Réalisation : Paul Verhoeven assisté de Hans Brunow
- Scénario : Harald Bratt
- Musique : Hans-Otto Borgmann
- Direction artistique : Otto Erdmann, Franz F. Fürst (de)
- Costumes : Bessie Becker (de)
- Photographie : Richard Angst
- Son : Gerhard Franke
- Montage : Johanna Rosinski
- Production : Herbert Engelsing (de)
- Sociétés de production : Tobis-Tonbild-Syndikat
- Sociétés de distribution : Deutsche Filmvertriebs
- Pays de production :  Reich allemand
- Langue : allemand
- Format : Noir et blanc - 1,37:1 - Mono - 35 mm
- Genre : Drame
- Durée : 95 minutes
- Dates de sortie :
  - Royaume d'Italie : 1er septembre 1942 : Présentation à la Mostra de Venise en compétition officielle[2].
  - Troisième Reich : 25 septembre 1942.
  - France : 28 juillet 1943[1].

## Distribution
- Heinrich George : Conrad Schroeter
- Heidemarie Hatheyer : Gisela Ahrens
- Will Quadflieg : Robert Jürgensen
- Marina von Ditmar : Inge Schroeter, fille de Conrad
- Ernst Schröder : Martin Scholz
- Ernst Stahl-Nachbaur : l'intendant du théâtre provincial
- Ernst Legal : l'ancien intendant du théâtre provincial
- Hans Hermann Schaufuß : le régisseur
- Friedrich Maurer (de) : Nolte
- Hans Mierendorff : Hieronymus Mildner
- Hans Meyer-Hanno : Weigand
- Walter Werner (de) : Werner, le costumier
- Hubert von Meyerinck : Voß, acteur
- Elsa Wagner : Schenk, actrice
- Paul Verhoeven : le secrétaire de direction
- Erich Fiedler (de) : Bobby Kraus
- Erich Ponto : Oswald Siebel
- Berta Drews : Lizzy
- Theodor Danegger (de) : Hugo, le majordome
- Karl Harbacher : le deuxième danseur du bal de la scène
- Edgar Pauly (de) : l'invité du bal de la scène
- Knut Hartwig (de) : l'acteur dans le rôle de juge pendant la répétition
- Karl Dannemann : l'acteur de la scène provinciale
- Gustav Püttjer : l'accessoiriste du théâtre provincial
- Ernst Rotmund : le serveur du restaurant
- Franz Stein (de) : le rédacteur du journal
- Hans Hemes : le déchireur de billets lors de la première
- Ernst Karchow (de) : le costumier de Robert Jürgensen

## Récompenses
- Mostra de Venise 1942 : Prix de la Biennale[2].